# لعبة جادة

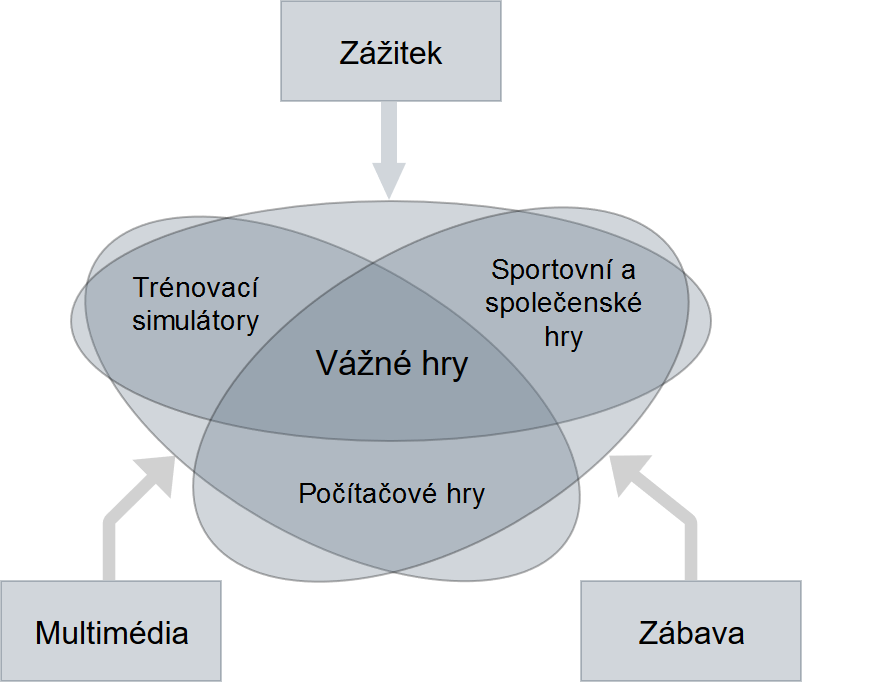

اللعبة الجادة هي لعبة مصممة لأغراض أخرى غير الترفيه، وبشكل عام الجدية صفة للإشارة إلى المنتجات المستخدمة من قبل بعض الصناعات مثل صناعة الدفاع والتعليم والبحث العلمي، الرعاية الصحية، وإدارة الطوارئ، وتخطيط المدن، والهندسة، والدين، والسياسة.
تم تصميم الألعاب الجادة بغرض حل المشكلات على الرغم من أن الألعاب الجادة يمكن أن تكون ترفيهية، لكن الغرض الرئيسي منها هو التدريب والتحقيق، أو الإعلان.
في بعض الأحيان تكون اللعبة عبارة عن تضحية عمداً من المتعة والترفيه من أجل تحقيق الهدف المنشود من قبل اللاعب؛ في حين أن نوع لعبة الفيديو تصنف من قبل اللاعب.
والألعاب الجادة ليست ألعاب من فئة معينة ولكنها نوع من المباريات مع أغراض مختلفة. وتتضمن هذه الفئة ألعاب تعليمية وألعاب للإعلانات
advergame، وألعاب سياسية، أو الألعاب الإنجيلية.

## نظرة عامة
مصطلح «لعبة جادة» كان يستخدم قبل فترة طويلة من دخول الحاسب الآلي والأجهزة الإلكترونية في الترفيه. كلارك أبت ("Clark Abt") ناقش الفكرة واستخدم هذا المصطلح في كتابه Serious Games, والتي نشرتها فايكنك، "Viking Press". في هذا الكتاب، وكان يتكلم خصيصا عن استخدام الألعاب التي تلعب على الطاولة وألعاب البطاقات. لكن أعطى تعريفا مفيدا عامًا والذي لا يزال يُعمل به في عصر الكمبيوتر:
انها ليست بفكرة جديدة أن ضباط الجيش يستخدموا ألعاب المناورات الحربية لتدريب المهارات الاستراتيجية لفترة طويلة. مثال، واحدة من وقت مبكر من الألعاب الجادة هي لعبة القرن الـ 19 البروسي للتدريبات العسكرية تسمى Kriegsspiel، الاسم الألماني للعبة حربية.
مايك "Mike Zyda" حَدث هذا المصطلح بطريقة أكثر منطقية في تقريره لعام 2005 في IEEE Computer بعنوان «من المحاكاة البصرية إلى الواقع الافتراضي إلى الألعاب». تعريف مايك يبدأ بــ«لعبة» ويكمل التعريف من هنها:
- لعبة: «لعبة عن المسابقة البدنية أو العقلية، وفقا لقواعد محددة، وذلك بهدف المشاركة المسلية أو المكافأة».
- لعبة الفيديو: «لعبة في المسابقة العقلية، مع جهاز كمبيوتر وفقا لقواعد معينة للتسلية والترفيه، أو كسب حصة».
- اللعبة الجادة: «مسابقة عقلية، وتُلعب مع الكمبيوتر وفقا لقواعد محددة يستخدم فيها الترفيه لصالح حكومة أخرى أو شركات التدريب والتعليم والصحة والسياسة العامة، وأهداف الاتصالات الاستراتيجية».

في البداية جاء مصطلح «لعبة جادة» في استخدام واسع مع مبادرة الألعاب الجادة في عام 2002، حيث أصبحت الألعاب لغير أغراض ترفيهيه. أدى استمرار فشل المساحة التعليمية والترفيهية لإثبات الربحية، وبالإضافة إلى قدراته التقنية المتزايدة من الألعاب لتوفير إعدادات واقعية، إلى إعادة النظر في مفهوم الألعاب الجادة في أواخر التسعينات (1990). خلال هذا الوقت، بدأ عدد من العلماء لدراسة الفائدة من الألعاب لأغراض أخرى، ساهمت في تنامي الاهتمام في تطبيق الألعاب لأغراض جديدة. وبالإضافة إلى ذلك، فإن قدرة ألعاب للمساهمة في توسيع نطاق التدريب في نفس الوقت مع تطور متعددة لاعب القمار. في عام 2002، وودرو ويلسون الدولي للباحثين مركز في واشنطن أطلقت «مبادرة الألعاب الجادة» لتشجيع تطوير الألعاب بعنوان السياسة والمسائل الإدارية. أكثر تركيزا كانت المجموعات الفرعية التي بدأت تظهر في عام 2004، بما في ذلك [لعبة [من أجل التغيير]] والذي يركز على القضايا الاجتماعية والتغيير الاجتماعي، وألعاب الصحة الذي يتناول تطبيقات الرعاية الصحية.
الكُتاب الآخرين، (مثل: جيفري يونغ ر. Jeffery R. Young) يرون أن الألعاب الجادة لم تحصد النجاح الذي كان متوقعا، وحلت محلها نظريات «الألعاب الذكية». لا يوجد تعريف واحد للألعاب الجادة، ولكنها بصفة عامة تكون الألعاب التي تستخدم للتدريب، والإعلانات، والمحاكاة، أو التعليم. تعريفات بديلة، تشمل تطبيق مفاهيم الألعاب والتقنيات والأفكار لغير تطبيقات الترفيه. وهذا يمكن أن تشمل أيضا أجهزة معينة لألعاب الفيديو، مثل exergaming.
الألعاب الجادة تستهدف مجموعة كبيرة ومتنوعة من الجمهور، بما في ذلك الابتدائية أو الثانوية الدراسية، المحترفين والمستهلكين. ألعاب الجادة يمكن أن تكون من أي النوع، وباستخدام أي تكنولوجيا، وتوضع على أي نظام تشغيل. قد يعتبر البعض منهم نوعا من التعليمية والترفيهية، ومع ذلك، الدعامة الأساسية من المجتمع لديهم مقاومة لهذا المصطلح.
اللعبة الجادة ليست مجرد محاكاة فقط، قد يكون محاكاة جنبا إلى جنب مع عناصر اللعبة، وتحديدا الفرصة على الفوز. كل لديها شكل ومظهر للعبة، على فرصة الفوز، وبل تتوافق مع غير أحداث العبة أو عمليات من العالم الحقيقي، بما في ذلك العمليات التجارية والعمليات العسكرية (على الرغم من صورت العديد من ألعاب التسلية الشعبية إلي أعمال وعمليات عسكرية). اللعب تتم لإجراء مباريات لتقديم جذابة، ذاتية التعزيز السياق لتحفيز وتعليم وتدريب اللاعبين.أغراض أخرى لمثل هذه المباريات وتشمل تسويق وإعلان.

## التاريخ
وقد استخدمت الألعاب في الأوساط التعليمية على الأقل منذ التسعينات (1990 م). وأصبح استخدام الورقية الألعاب التعليمية شعبية في الستينيات والسبعينيات (1960، 1970 م)، ولكن تضاءلت تحت حركة التدريس الأساسي.
```
(العودة إلى حركة تعليم الأساسي هو تغيير في أسلوب التدريس والذي بدأت في 1970s عندما كان الطلاب يسجيلوا دراجات سيئة في الاختبارات، واستكشاف الاختيارية كثيرة جدا. هذه الحركة تريد تركيز الطلاب على القراءة والكتابة والحساب وتكثيف المناهج 
[
6
]
[
7
]
) انتشار أجهزة الكمبيوتر في الثمانينيات (1980)، واستخدام الألعاب التعليمية في الفصول الدراسية أصبحت شعبية مع العناوين التي تضمنت وأوريغون تريل 
Oregon Trail
 
 
[لغات أخرى]
‏
، والرياضيات الناسف، 
وNumber Munchers
. على الرغم من أن هذه الألعاب كانت تحظى بشعبية كبيرة بين المعلمين والطلاب، ولكن انتُقِدَت لحقيقة أنها لم تقدم للاعب أنواع جديدة من التعلم، وقدمت بدلا من ذلك «قليلا من الأسهل إلى ابتلاع من صعوبة الممارسة» التعليم.
[
8
]
```

في التسعينات (1990)، الألعاب الأحدث، مثل آلة الزمن لا تصدق ود.الدماغ (Incredible Time Machine and the Dr. Brain series) لتحدي الأطفال على التفكير في طرق جديدة، وتطبيق مهاراتهم الحالية، والمعرفة جديدة، ولكن هذه الألعاب كانت لا تحظى بشعبية بين المعلمين لأنه كان من الصعب تعيين هذه الألعاب إلى المناهج الدراسية، وخصوصاً في محيط المدرسة الثانوية حيث الحضور مُلزم. في التسعينات (1990)، تم إدخال الإنترنت إلى المدارس، ومع موارد الكمبيوتر المحدودة كان لها الأسبقية على اللعب
شهد مطلع عام 2000 زيادة في أنواع مختلفة من الألعاب التعليمية، وخاصة تلك المصممة للصغار. وكانت العديد من ألعاب الكمبيوتر تتضاءل وظهرت ألعاب تقليدية مثل اللعب التي تحمل في اليد. في عام 1990، LeapFrog Enterprises قدمت LeapPad، الذي يجمع بين كتاب تفاعلي مع خرطوشة وسمحت للأطفال لعب مباريات وتتفاعل مع الكتب الورقية. بناء على شعبية الألعاب التقليدية التي تحمل في اليد مثل ونينتندو لعبة فتى نينتندو) غيم بوي)، فإنها قدمت أيضا نظامهم الألعاب المحمولة باليد تسمى ليبستر في عام 2003. وكان هذا النظام القائم على خرطوشة يتفاعل مع لعب الأركاد (arcade–style) ومع المحتوى التعليمي.
في عام 2002، بدأت حركة آخرة من خارج قطاع التعليم الرسمي الذي أطلق عليها اسم «حركة العبة الجادة» ("serious game movement")، والتي نشأت من وودرو ويلسون الدولي للباحثين مركز (مركز وودرو ولسون الدولي للعلماء)، حيث ديفيد (David Rejecsk) وبن سوير (Ben Sawyer) بدئوا هذه المبادرة. وكانت الولايات المتحدة المستهلك والمنتج الأساسي للألعاب الجادة خصوصا الألعاب العسكرية، والتي تحتاج من موظفيها إعداد مجموعة متنوعة من البيئات والثقافات والمواقف. فهم بحاجة إلى فهم ما يحيط بهم، وتكون القدرة على التواصل، واستخدام التكنولوجيات الجديدة، وصنع القرارات السريعة. تعتبر المباراة الأولى للعبة الجادة هي (Army Battlezone)، وهو مشروع فاشل برئاسة أتاري. (Atari) في عام 1980، وتهدف إلى استخدام Battlezone دبابة لعبة (Battlezone دبابة ألعاب آركيد) للتدريب العسكري مقدونيا. اثنان غيرها من الألعاب الجادة المعروفة التي تمت بتكليف من الجيش هي أميركا جيش (2002) America’s Army والطيف الكامل المحارب Full Spectrum Warrior (2004).
بعيدا عن الحكومات، هناك إعجاب كبيرة في الألعاب الجادة في التعليم والتدريب المهني، والرعاية الصحية، والإعلانات، والسياسة العامة والتغيير الاجتماعي. على سبيل المثال، ألعاب من موقع مثل Newsgaming.com هي «سياسية جدا مباريات المجموعات التي خارج نظام اللعبة للشركات» التي يتم «رفع القضايا من خلال وسائل الاعلام ولكن باستخدام خصائص متميزة من الألعاب لإشراك الناس من منظور جديد»، ويقول هنري جينكينز (هنري جنكينز)، مدير معهد ماساتشوستس للتكنولوجيا برنامج الدراسات المقارنة وسائل الاعلام. مثل هذه المباريات، يقول: تُشكل «عمل خيالي راديكالية».
1

## تنمية
في السنوات الأخيرة، وبدا ان الحكومة الأمريكية بالنظر نحو مطوري اللعبة (مطور ألعاب فيديو) لإنشاء المحاكاة منخفضة التكلفة، التي هي على حد سواء، دقيقة وجذابة. خبرة مطوري اللعب تصميم العب (تصميم لعبة فيديو) جعلهم المرشحين رئيسين من الحكومة لتطوير هذا النوع من عمليات المحاكة التي توفر الملايين من الدولارات (دولار) من المحاكات التقليدية، والتي غالبا ما تتطلب معدات خاصة أو مرافق كاملة لاستخدامها.
مزايا:
اعتادوا * مطوري لعبة فيديو وجهاز الكمبيوتر لتطوير الألعاب بسرعة وببراعة في خلق الألعاب التي تحاكي، بدرجات متفاوتة وظيفية كيانات مثل رادار ومركبات القتال. باستخدام البنية التحتية الحالية، يمكن للمطورين لعبة خلق الألعاب التي تحاكي المعارك والعمليات والأحداث في جزء صغير من تكلفة المتعاقدين مع الحكومة التقليدية.
- المحاكاة التقليدية عادة ما تكلف الملايين من الدولارات، ليس فقط لتطويرها، ولكن أيضا لنشر، وتتطلب عادة شراء الأجهزة المتخصصة. تكاليف وسائل الاعلام لألعاب الجادة منخفضة جدا. بدلا من وحدات التخزين من وسائل الإعلام أو جهاز الكمبيوتر للارتفاع في نهاية المحاكاة، اس جي (SGs) يتطلب شيئا أكثر من التقليدية تتطلب الكمبيوتر وألعاب الفيديو دي في دي أو حتى واحد قرص مضغوط. نشر هذه الألعاب لا يتطلب أكثر من أي شيء إفلاتها في البريد أو الوصول إلى مخصصة موقع ويب.
- في حين أن المقصود اس جي (SCs) لتدريب أو تثقيف المستخدمين وإلا، انهم يأملون في كثير من الأحيان إلى أن الانخراط. هم من ذوي الخبرة مطوري اللعبة في صنع الألعاب الترفيهية والانخراط في معيشتهم تتوقف على ذلك. في سياق محاكاة الأحداث والعمليات، ومطوري حقن تلقائيا الترفيه وبلبيليتي في طلباتهم.

## بحوث والتعليم
لعبة التحالف والتعلم (The Game and Learning Alliance (GaLA)) هي عبارة عن شبكة للتميز في الألعاب الجادة التي أطلقها الاتحاد الأوروبي في أكتوبر 2010 في سياق تكنولوجيا متقدمة للتعلم. فهو في إطار برنامج للبحوث السابع. الشبكة، وبتنسيق من جامعة جنوة، ويشمل 31 من الشركاء بما في ذلك الجامعات ومراكز البحوث والصناعات الرائدة على مستوى الاتحاد الأوروبي.
جامعة أوتريخت تقدم درجة الماجستير في لعبة وسائل الإعلام. في انكلترا، وجامعة سالفورد إنشاء «ماجستير في الألعاب الإبداعية» في عام 2005. جامعة ولاية ميشيغان في الولايات المتحدة يقدم الشديد ألعاب MA، وهو درجة الماجستير في الفنون (ماجستير الآداب). برنامج الدراسات العليا وشهادة الدراسات العليا في تصميم لعبة الجادة  وجامعة جامعة شفدة في السويد يقدم ماجستير برنامج الألعاب الجادة 

## التصنيف
تصنيف الألعاب الجادة أمرا لم يوصف بعد، ولكن هناك عددا من المصطلحات التي شاع استخدامها بشكل معقول لإدراجها هنا:
- ' Advergames': استخدام الألعاب للدعاية. تشمل العديد من الطرق المختلفة من الإعلانات الأكثر أو الأقل معرفة من وسائل الإعلام الأخرى.
- 'ترفيهية': خليط من التعليم والترفيه.
- ' «لعبة التعلمية» (لعبة تعليمية or "Game Learning") - هذه الألعاب وحددت نتائج التعلم. عموما أنها مصممة من أجل تحقيق التوازن في الموضوع مع هذه اللعبة وقدرة اللاعب على الاحتفاظ به وتطبق وقال موضوع إلى العالم الحقيقي.[20]
- ألعاب 'Edumarket'  - لعبة الجادة تجمع بين جوانب عديدة (مثل advergaming والجوانب التعليمية والترفيهية أو جوانب مقنعة والأخبار)، وتطبيق لعبة Edumarket. على سبيل المثال، الغذاء القوة (Food Force) يجمع بين الأخبار، ومقنع والأهداف التعليمية والترفيهية.
- ألعاب الأخبار 'Newsgame' - ألعاب الصحفية أن يقدم تقريرا عن الأحداث الأخيرة أو إلقاء تعليق التحرير. ومن الأمثلة على ذلك 12 سبتمبر غونزالو فراسكا من [newsgaming.com http://www.newsgaming.com] التي تدين استخدام العنف لحل مشكلة الإرهاب. ([21])
- 'المحاكاة أو ألعاب المحاكاة' - ألعاب تستخدم لشراء أو ممارسة مهارات مختلفة، لتعليم سلوك فعالة في سياق ظروف محاكاة أو الحالات. في الممارسة العملية، وتستخدم على نطاق واسع محاكاة قيادة السيارات المختلفة (السيارات والقطارات والطائرات، على سبيل المثال فلايت جير)، محاكاة لإدارة صناعات محددة (على سبيل المثالTransport Tycoon)، وعالمي محاكاة الأعمال التجارية، وتطوير التفكير الاستراتيجي والمستخدمين تدريس أساسيات الاقتصاد الكلي والاقتصاد الجزئي، وأساسيات إدارة الأعمال (على سبيل المثال Virtonomics).
- ' مقنع ألعاب (Persuasive Games  [لغات أخرى]‏)- ألعاب تستخدم تكنولوجيا الإقناع
- 'لعبة التنظيمي الديناميكي '
- 'ألعاب للصحة'، مثل ألعاب للعلاج النفسي، أو الألعاب لالمعرفية تدريب أو استخدامات لإعادة التأهيل البدني. التكنولوجيا وقضايا الصحة العقلية يمكن استخدام الألعاب جادة لجعل العلاج في متناول المراهقين الذين لولا ذلك لن يجد دود معالج نفسي.
- 'Exergaming' - الألعاب التي تستخدم كشكل من أشكال ممارسة الرياضة.
- 'لعبة فنية ' - ألعاب تستخدم للتعبير عن أفكار فنية أو الفن المنتجة من خلال وسيلة من ألعاب الفيديو
- 'الإنتاجية لعبة' - الألعاب التي مكافأة نقاط لمهام في العالم الحقيقي إنجاز باستخدام [بحاجة لمصدر].
- '[تدريب [والمحاكاة]]' - انظر تلعيب.
- ' ألعاب بقصد' محاولة حل مختلف المهام التي تتطلب الحس السليم أو التجربة الإنسانية في جو ترفيهي.

وبالإضافة إلى ذلك وقد حاول جوليان ألفاريز واوليفييه Rampnoux (من المركز الأوروبي للمنتجات للطفولة، جامعة بواتييه) لتصنيف الألعاب الجادة في 5 فئات رئيسية هي: Advergaming، التعليمي والترفيهي، لعبة Edumarket، لعبة تحويل وجهتها ومحاكاة لعبة 

## المزيد من القراءة
- Abt, C. (1970). Serious Games. New York: The Viking Press.
- Zyda, M. (September 2005). "From visual simulation to virtual reality to games". IEEE Computer.
- Baranowski T, Buday R, Thompson DI, Baranowski J. Playing for real: video games and stories for health-related behavior change. Am J Prev Med. 2008 Jan;34(1):74-82.
- Digitalarti Mag #0 (2009). Serious Game (PDF). ص. 24–25. مؤرشف من الأصل (PDF) في 2012-03-02.{{استشهاد بكتاب}}:  صيانة الاستشهاد: أسماء عددية: قائمة المؤلفين (link)
- Aldrich، Clark (2009). The Complete Guide to Simulations and Serious Games. Pfeiffer. ص. 576. ISBN:0470462736.
- Reeves, Byron; Reed, J. Leighton (2009). Total Engagement: Using Games and Virtual Worlds to Change the Way People Work and Businesses Compete. Boston: Harvard Business School Publishing.
- Lang, F., Pueschel, T. and Neumann, D. (2009). "Serious Gaming for the Evaluation of Market Mechanisms", Proceedings of the International Conference on Information Systems (ICIS)2009.
- Thompson D, Baranowski T, Buday R et al. Serious Video Games for Health: How Behavioral Science Guided the Development of a Serious Video Game. Simulation Gaming August 2010 vol. 41 no. 4 587-606.